# 툴체아주

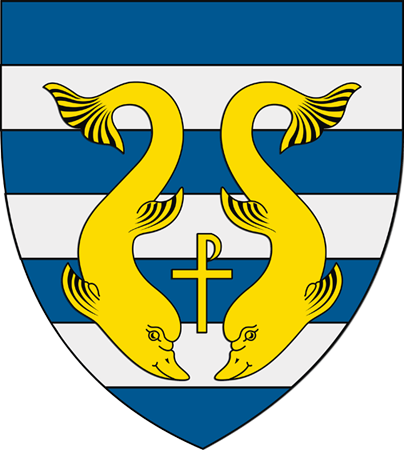
주 문장

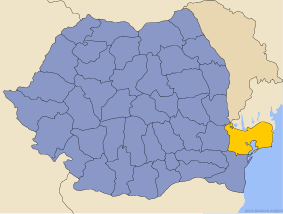
툴체아 주의 위치

툴체아주(루마니아어: Județul Tulcea)는 루마니아 남동부 도브루자 지방에 위치한 주로, 주도는 툴체아이며 면적은 8,499km2, 인구는 265,349명(2002년 기준), 인구 밀도는 31명/km2, ISO 3166-2 코드는 RO-TL이다. 동쪽으로는 흑해, 서쪽으로는 브러일라 주, 북서쪽으로는 갈라치 주, 북쪽으로는 우크라이나 오데사주, 남쪽으로는 콘스탄차 주와 접하며 1개 시와 4개 마을, 46개 지방 자치체를 관할한다.

## 인구
인구는 265,349명(2002년 인구 조사 기준), 인구 밀도는 31명/km2이며 루마니아에서 인구 밀도가 가장 낮은 주이다. 다음은 툴체아 주의 민족 분포이다.
- 루마니아인: 90.00%
- 러시아인과 리포반 러시아인: 6.37%
- 튀르키예인과 타타르인: 1.29%
- 로마인: 0.88%
- 그리스인: 0.65%

다뉴브 삼각주에는 러시아인과 리포반 러시아인 공동체가 있다. 주 남부에는 터키인 공동체가 있기 때문에 루마니아의 이슬람교의 중심지로 여겨진다.

## 경제
주요 산업은 농업과 어업이며 전체 인구의 약 48%가 종사한다. 공업은 규모가 큰 마을에 집중되어 있다.